# R.M. Hare
Richard Mervyn (R. M.) Hare, född 21 mars 1919 i Backwell i Somerset, död 29 januari 2002 i Ewelme i Oxfordshire, var en brittisk moralfilosof och professor vid Oxfords universitet från 1966 till 1983. Hans metaetiska teorier och utveckling av preskriptivismen var mycket inflytelserika under den andra halvan av 1900-talet. Han ansåg att de formella egenskaperna för moralisk diskurs kan användas för att visa att den korrekta etiska teorin är någon sorts preferensutilitarism.
Några av Hares studenter, såsom Brian McGuinness och Bernard Williams blev senare välkända filosofer. Även filosofen Peter Singer, känd utanför filosofiska kretsar för sitt arbete med djurrättsfrågor, var också en av hans studenter och har erkänt hans influens på sin egen filosofi, även om Singer inte helt anammade Hares universella preskriptivism.

## Biografi
Hare föddes i Backwell i Somerset och studerade först vid Rugby School i Warwickshire. 1937 läste han diverse humanioraämnen vid Balliol College, Oxfords universitet. 
Även om han var  pacifist tjänstgjorde han frivilligt vid det kungliga artilleriet i England och togs till fånge av japanerna under Singapores fall 1942. Han frigjordes först vid andra världskrigets slut. Denna erfarenhet gav stort intryck i Hares filosofiska synsätt, i synnerhet åsikten att moralfilosofi har en plikt att hjälpa människor leva sina liv som moraliska varelser. Hans tidigaste verk inom filosofin, som aldrig har publicerats, kommer från denna period, och i den försökte han utveckla ett system som skulle kunna fungera som livsguide under de mest svåra omständigheterna.
Han återvände till Oxford efter kriget och gifte sig 1947 med Catherine Verney. De fick en son och tre döttrar. (Hares son, John E. Hare, är också känd filosof.) Han dog i Ewelme, Oxfordshire den 29 januari, 2002 efter en serie slaganfall.

## Filosofi
Hare influerades mycket av Alfred Jules Ayers och Charles L. Stevensons emotivism, J.L. Austins vardagsspråkfilosofi samt Ludwig Wittgensteins senare filosofi. Till skillnad från många relativister menade dock Hare att rationell etisk diskurs är möjlig eftersom moraliska argument och propositioner kan hållas med åtminstone en universell standard som bakgrund, nämligen logiken samt dess regler. 
Även om Hare var utilitarist ansåg han inte att etiska regler ska baseras på någon nyttoprincip, detta särskilde honom också från typiska klassiska utilitarister såsom Jeremy Bentham. Hans bok Sorting Out Ethics kan dessutom tolkas så att Hare framgår som lika mycket av en Kantian som utilitarist, men enligt andra källor  är detta inte sant, för även om han använde många av Kants idéer (såsom den om universaliserbarhet) var han en konsekventialist och inte deonotolog.
Hare redogör för sin teori om universell preskriptivism i en serie böcker där The Language of Morals, Freedom and Reason och Moral Thinking utmärker sig. Enligt denna teori har moraliska termer som 'gott', 'bör' och 'rätt' två logiska eller semantiska egenskaper: universaliserbarhet och preskriptivitet. Med den förstnämnda menade han att moraliska uttalanden måste identifiera situationerna de beskriver i enlighet med ett visst antal universella termer. Med den sistnämnda menade han att moraliska agenter måste handla i enlighet med de handlingar som de anser som sin plikt att utföra närsomhelst de har fysisk och psykisk förmåga att göra så. Med andra ord menade han att det inte låter vettigt för någon att ärligt hävda: "Jag borde göra X", och sedan avstå från eller misslyckas med att göra X. Detta identifierades som en stor svaghet i Hares system då han inte tycks ta viljesvaghet och dylikt i åtanke.
Hare argumenterade för att kombinationen av universaliserbarhet och preskriptivitet leder alla förnuftiga till en form av konsekventialism, nämligen preferensutilitarianism. Hare tog således avstånd från Kants åsikt att man vid appliceringen av kategoriska imperativet endast kan använda de mest generella maximen för sina handlingar samtidigt som konsekvenserna av dem ignoreras. Hare hävdade att detta leder till absurditeter som att det exempelvis vore fel att stjäla en terrorists planer för en kärnvapenattack och ansåg därför att alla fakta rörande en omständighet måste tas i hänsyn, inklusive de troliga konsekvenserna för ens handlingar.